# Les Deux Monsieur de Madame (film, 1933)
Pour les articles homonymes, voir Les Deux Monsieur de Madame.
Pour plus de détails, voir Fiche technique et Distribution.
Les Deux « Monsieur » de Madame est un film français réalisé par Abel Jacquin et Georges Pallu, sorti en 1933.

## Fiche technique
- Réalisation : Abel Jacquin et Georges Pallu
- Assistant réalisateur : Jean Mugeli
- Scénario : Henri Crémieux et Yvan Noé, d'après une pièce de Félix Gandéra et André Mouézy-Éon
- Décors : Pierre Schild
- Musique : Wal Berg, Camille François
- Image : Léonce-Henri Burel, M. Elsom et Henri Janvier
- Son : Lucie Bernhardt
- Production : Films Reyssier
- Genre : Comédie
- Année de sortie : 1933

## Distribution
- Pierre Dac : Adolphe Gatouillat
- Jeanne Cheirel : Tante Irène
- Simone Deguyse : Marthe Gatouillat
- Gaby Basset : Léonie
- Pierre Palau : Oscar
- Charles Richard : Le chanteur
- Guy Favières : Le commissaire
- Monette Dinay : Flora
- Léonce Corne : Le colonel
- André Numès Fils : Le pharmacien